# Chikkasoluru, Magadi
Chikkasoluru là một làng thuộc tehsil Magadi, huyện Ramanagara, bang Karnataka, Ấn Độ.